# Colman Domingo
Colman Jason Domingo (Filadélfia, 28 de novembro de 1969)  é um ator, escritor, diretor e produtor norte-americano. Ele é mais conhecido por atuar em séries como Fear the Walking Dead e Euphoria. No cinema, recebeu destaque e elogios por sua performance em filmes como Ma Rainey's Black Bottom, If Beale Street Could Talk, Rustin, onde interpretou o ativista dos direitos civis Bayard Rustin e o drama prisional Sing Sing. Domingo já venceu diversos prêmios, incluindo um Emmy e foi indicado duas vezes ao Oscar de Melhor Ator e ao Tony.

## Biografia
Domingo nasceu na Filadélfia, Pensilvânia. Seu pai é de Belize, de uma família da Guatemala. Domingo estudou na Overbrook High School e depois na Temple University, onde se formou em jornalismo. Logo em seguida mudou-se para San Francisco, Califórnia, onde começou a atuar, principalmente em produções teatrais.
Domingo estrelou como Franklin Jones, Joop e Venus, no musical de rock aclamado pela crítica Passing Strange, que, após uma exibição de sucesso em 2007 no The Public Theatre, estreou na Broadway em 28 de fevereiro de 2008. Ele recebeu um Obie Award na primavera de 2008 como parte do conjunto de Passing Strange Off-Broadway e reprisou seus papéis na versão cinematográfica de Passing Strange, dirigida por Spike Lee, que fez sua estreia no Festival de Cinema de Sundance em janeiro 2009. Em 2010, o monólogo autobiográfico escrito por ele mesmo, A Boy and His Soul, estreou na Off-Broadway no Vineyard Theatre, pelo qual ele ganhou o prêmio Lucille Lortel de Melhor Espetáculo Solo. Ele também foi nomeado para um Drama Desk Award e um Drama League Award.
Domingo estrelou como Billy Flynn em Chicago, o revival mais antigo da Broadway, e na colaboração final de Kander e Ebb de The Scottsboro Boys, dirigido por Susan Stroman na Broadway no outono de 2010. Por este último papel, ele foi indicado para o prêmio Tony de Melhor Performance de um Ator em um Papel em Destaque em um Musical, em maio de 2011. Quando The Scottsboro Boys estreou em Londres no outono de 2013, Domingo foi nomeado para o Prêmio Olivier de Melhor Performance em um Papel Coadjuvante em um Musical em abril de 2014. Ele foi indicado ao Prêmio Fred Astaire de Melhor Dançarino Principal na Broadway em 2011.
Em 2015, Domingo começou a aparecer em um papel recorrente na série pós-apocalíptica de zumbis da AMC Fear the Walking Dead, como o personagem Victor Strand . Em dezembro de 2015, foi anunciado que Domingo foi promovido a regular na segunda temporada da série.
Em 2017, Domingo ingressou na Academy of Motion Picture Arts and Sciences como membro do Actors 'Branch.
Em 2018, Domingo juntou-se ao Director's Guild of America como diretor do episódio 12 da 4ª temporada de Fear The Walking Dead. Ele é o primeiro ator no universo de The Walking Dead a dirigir um episódio.
Em 2020, Colman fechou um acordo inicial com a AMC Networks.
Domingo lecionou no O'Neill National Theatre Institute, University of Texas at Austin, e University of Wisconsin em Madison.

## Vida pessoal
Domingo é um homem abertamente gay. Em 2005, ele conheceu Raúl Aktanov em Berkeley, Califórnia, com quem iniciou um relacionamento. O casal se casou nove anos depois, em 2014, em um casamento em casa com 25 convidados.

## Trabalhos

### Como escritor
- Up Jumped Springtime[24] (Estreado no Theatre Rhinoceros em San Francisco, 1998)
- A Boy and His Soul[25] (Estreou no Vineyard Theatre em Nova York, 2009; a versão anterior da peça estreou no Thick Description Theatre em San Francisco em 2005[26] e produzida em 2008 como parte de Thick Temporada de 20 anos de Description;[27] produzida como uma apresentação de apenas uma noite no Joe's Pub em Nova York em 2008; produzida no Tricycle Theatre em Londres, Reino Unido em 2013;[28] produzida no Brisbane Powerhouse em Brisbane, Austrália, em 2014[29] )
- Wild With Happy[30] (Estreou no The Public Theatre na cidade de Nova York em 2012; produzido no TheatreWorks em Menlo Park, CA, em 2013;[31] produzido no Baltimore Center Stage em 2014;[32] produzido no City Theatre ( Pittsburgh) em Pittsburgh, PA em 2017[33] )
- Dot[34] (estreado no Humana Festival of New American Plays em 2015;[35] produzido no Vineyard Theatre em Nova York em 2016;[36] produzido no Detroit Public Theatre em novembro de 2016;[37] produzido no Everyman Theatre, Baltimore em dezembro de 2016;[38] produzido no New Venture Theatre em Baton Rouge, LA, em março de 2017;[39] produzido na True Colors Theatre Company em Atlanta, GA, em abril de 2017;[40] produzido em St. Louis Black Repertory Theatre em St. Louis, MO, em setembro de 2017;[41] produzido na PlayMakers Repertory Company em Chapel Hill, NC, em novembro de 2017;[42] produzido no Park Square Theatre em St. Paul, MN, em novembro 2017;[43] produzido no The Billie Holiday Theatre em Nova York em outubro de 2018;[44] produzido na People's Light and Theatre Company em Malvern, PA em setembro de 2019; produzido na Soul Rep Theatre Company em Dallas, TX em dezembro de 2019[45] ))
- SUMMER: The Donna Summer Musical (livro co-escrito com Robert Cary e Des McAnuff ) [46] (Estreado no La Jolla Playhouse em San Diego, CA, em novembro de 2017;[47] produzido na Broadway no Lunt-Fontanne Theatre com inauguração na primavera de 2018[48] )
- Lights Out: Nat “King” Cole (co-escrito com Patricia McGregor) [49] (Produzido na People's Light and Theatre Company em Malvern, PA, em setembro de 2017, estreou na Costa Oeste em fevereiro de 2019 no Geffen Playhouse[50] )
- No meio da rua (desenvolvido com Alisa Tager da Collider Entertainment e AMC Networks para televisão) [51]

### Como diretor

#### Televisão
| Ano  | Título                | Temporada    | Número do episódio | Nome do episódio |
| ---- | --------------------- | ------------ | ------------------ | ---------------- |
| 2018 | Fear the Walking Dead | Temporada 4  | Episódio 12        | "Waek"           |
| 2019 | Fear the Walking Dead | 5ª temporada | Episódio 3         | "Humbug's Gulch" |
| 2020 | Fear the Walking Dead | 6ª Temporada | Episódio 3         | "Alaska"         |

#### Teatro
| Ano  | Título                   | Dramaturgo | Local                                                                         | Notas |
| ---- | ------------------------ | --- | ----------------------------------------------------------------------------- | --- |
| 1998 | Pieces of the Quilt - 3  | Erin Cressida Wilson, Maria Irene Fornes, Herbert Siguenza, Greg Sarris, John Steppling, Migdalia Cruz, Rhodessa Jones | Solo Mio no Bayfront Theatre                                                  | |
| 1999 | Single Black Female      | Lisa B. Thompson | Rinoceronte de teatro                                                         | |
| 2001 | Rhinoceros               | Eugène Ionesco | Rinoceronte de teatro                                                         | |
| 2004 | Single Black Woman       | Lisa B. Thompson | Flight Theatre no Complexo Hollywood                                          | |
| 2004 | Once On This Island      | livro e letras de Lynn Ahrens e música de Stephen Flaherty                                                             | The College em Brockport, State University of New York no Geva Theatre Center | |
| 2006 | Single Black Woman       | Lisa B. Thompson | Novo teatro profissional na Peter JaySharp Theatre Playwrights Horizons       | |
| 2008 | Single Black Woman       | Lisa B. Thompson | Novo teatro profissional no The Duke na 42nd St New 42nd Street               | |
| 2009 | Exit Cuckoo              | Lisa Ramirez | Working Theatre at Clurman Theatre at Theatre Row                             | |
| 2015 | A Band of Angels         | Myla Churchill | Teatro infantil da cidade de Nova York                                        | Prêmio Off Broadway Alliance 2015 de MELHOR PROGRAMA PARA FAMÍLIAS |
| 2015 | Seven Guitars            | August Wilson | Actors Theatre of Louisville                                                  | |
| 2016 | Barbecue                 | Robert O'Hara | Geffen Playhouse                                                              | StageSceneLA Best of 2016–2017: Melhor Produção (Play), Outstanding Direction (Comedy, Larger Theatre), Nomeado- 2017 NAACP Theatre Award de Melhor Diretor - Larger Theatre |
| 2017 | A Guide for the Homesick | Ken Urban | Huntington Theatre Company                                                    | Nomeado - 2018 IRNE Awards: Grande Palco - Melhor Diretor de uma Peça, Melhor Peça, Melhor Nova Peça                                                                         |
| 2019 | Dot                      | Colman Domingo | Companhia de Teatro e Luz do Povo                                             | |

### Como ator

#### Filme
| † | Indica trabalhos que ainda não foram lançados |

| Ano  | Filme                               | Função                               | Notas             |
| ---- | ----------------------------------- | ------------------------------------ | ----------------- |
| 1995 | Timepiece                           | Khris                                |                   |
| 1998 | Around the Fire                     | Trace                                |                   |
| 1999 | King of the Bingo Game              | Sonny                                |                   |
| 1999 | True Crime                          | Wally Cartwright                     |                   |
| 2000 | Desi's Looking for a New Girl       | Mãe                                  |                   |
| 2003 | Kung Phooey!                        | Roy Lee                              |                   |
| 2006 | Freedomland                         | Paciente Masculino                   |                   |
| 2008 | Miracle at St. Anna                 | Cliente Postal das Índias Ocidentais |                   |
| 2012 | Lincoln                             | Soldado Harold Green                 |                   |
| 2012 | Red Hook Summer                     | Blessing Rowe                        |                   |
| 2013 | All is Bright                       | Nzomo                                |                   |
| 2013 | 42                                  | Lawson Bowman                        |                   |
| 2013 | Brained Hair                        | Moderador de finais                  |                   |
| 2013 | The Butler                          | Freddie Fallows                      |                   |
| 2014 | 400 Boys                            | Talon                                |                   |
| 2014 | Time Out of Mind                    | Sr. Oyello                           |                   |
| 2014 | Selma                               | Ralph Abernathy                      |                   |
| 2015 | Beautiful Something                 | Drew                                 |                   |
| 2016 | The Birth of s Nation               | Hark Turner                          |                   |
| 2018 | Assassination Nation                | Prefeito Turrell                     |                   |
| 2018 | First Match                         | Treinador Castela                    |                   |
| 2018 | If Baele Street Could Talk          | Joseph Rivers                        |                   |
| 2019 | Lucy in the Sky                     | Frank Paxton                         |                   |
| 2020 | Zola                                | X                                    |                   |
| 2020 | Ma Rainey's Black Bottom            | Cutler                               |                   |
| 2021 | Sem Remorso                         | Pastor West                          |                   |
| 2021 | The God Committee                   | Padre Dunbar                         |                   |
| 2021 | Candyman                            | William Burke                        |                   |
| 2023 | Transformers: O Despertar das Feras | Unicron                              | Voz               |
| 2023 | Ruby Gillman, Teenage Kraken        | Arthur Gillman                       | Voz               |
| 2023 | Rustin                              | Bayard Rustin                        |                   |
| 2023 | Sing Sing                           | John 'Divine G' Whitfield            |                   |
| 2023 | A Cor Púrpura                       | Albert "Mister" Johnson              |                   |
| 2024 | Drive-Away Dolls                    | Chief                                |                   |
| 2025 | The Electric State†                 | Wolfe                                | Voz; pós-produção |
| 2025 | The Running Man †                   | Bobby Thompson                       | Filmando          |
| 2026 | Michael †                           | Joseph Jackson                       | Pós-produção      |
| TBA  | Dead Man's Wire †                   | Fred Heckman                         | Filmando          |

#### Televisão
| Ano         | mostrar                                 | Função                          | Notas                                                                                     |
| ----------- | --------------------------------------- | ------------------------------- | ----------------------------------------------------------------------------------------- |
| 1997        | Nash Bridges                            | Reggie Harell                   | 4 episódios no total                                                                      |
| 1999        | Nash Bridges                            | Hassam                          | 4 episódios no total                                                                      |
| 1999        | Nash Bridges                            | Desmond Kenner                  | 4 episódios no total                                                                      |
| 2000        | Nash Bridges                            | Trompetista                     | 4 episódios no total                                                                      |
| 2004        | Law & Order                             | Ronald Gumer                    | 2 episódios no total                                                                      |
| 2006        | Law & Order: Criminal Intent            | Sargento Ev Sides               | 2 episódios no total                                                                      |
| 2006        | Law & Order: Trial by Jury              | Gus                             |                                                                                           |
| 2008        | Law & Order                             | Donnie                          | 2 episódios no total                                                                      |
| 2008–2010   | The Big Gay Sketch Show                 | Vários                          | 16 episódios                                                                              |
| 2009        | Great Performances                      | Sr. Franklin / Sr. Venus / Joop | Transmissão musical                                                                       |
| 2010        | Law & Order: Criminal Intent            | Andre Lanier                    | 2 episódios no total                                                                      |
| 2015 – 2023 | Fear the Walking Dead                   | Victor Strand                   | 51 episódios <br> Recorrente (temporada 1) <br> Elenco principal (temporada 2 - presente) |
| 2015        | The Knick                               | Dr. Russell Daniels             | Temporada 2 (papel recorrente)                                                            |
| 2016        | Lúcifer                                 | Padre frank lawrence            |                                                                                           |
| 2016        | Horace and Pete                         | Dr. Evers                       |                                                                                           |
| 2017        | Timeless                                | Bass Reeves                     |                                                                                           |
| 2017        | BoJack Horseman                         | Eddie (libélula)                | Função de voz                                                                             |
| 2017        | Miles from Tomorrowland                 | Cember                          | Função de voz                                                                             |
| 2018        | American Dad!                           | Stiles                          | Função de voz                                                                             |
| 2019        | Euphoria                                | Ali                             | Papel recorrente                                                                          |
| 2020        | The Twilight Zone                       | Carl                            |                                                                                           |
| 2021        | Cinema Toast                            | Barrington                      | Papel de voz; episódio: "Kiss, Marry, Kill"                                               |
| 2024        | The Madness                             | Muncie Daniels                  | Papel principal                                                                           |
| 2025        | Your Friendly Neighborhood Spider-Man † | Norman Osborn                   | Papel de voz; elenco principal                                                            |
| TBA         | The Four Seasons †                      |                                 | Minissérie                                                                                |

#### Teatro
| Ano        | Título                        | Papel                                                | Teatro                                                                     |
| ---------- | ----------------------------- | ---------------------------------------------------- | -------------------------------------------------------------------------- |
| 1994       | Out of the Inkwell            | The Brown Bomber                                     | Theater Rhinoceros                                                         |
| 1995       | Twelfth Night                 | Antonio                                              | Theater Rhinoceros                                                         |
| 1995       | Desk Set                      | Sadel                                                | Theater Rhinoceros                                                         |
| 1996       | Journey to the West           | Dragon King                                          | Berkeley Repertory Theatre/Huntington Theatre Company                      |
| 1997       | Blade to the Heat             | Garnet                                               | Thick Description                                                          |
| 1997       | Hurricane                     | Ray                                                  | Campo Santo at New Langton Arts                                            |
| 1997       | Blues for an Alabama Sky      | Guy                                                  | TheatreWorks                                                               |
| 1997       | Midsummer Night's Dream       | Oberon, Theseus                                      | San Francisco Shakespeare Festival                                         |
| 1998       | Maleta Mulata                 | Barbarito                                            | Campo Santo, Intersection for the Arts                                     |
| 1998       | Up Jumped Springtime          | Ensemble, also playwright                            | Theater Rhinoceros                                                         |
| 1999       | Romeo and Juliet              | Mercutio                                             | Shakespeare Santa Cruz                                                     |
| 1999       | Two Gentlemen of Verona       | Speed                                                | Shakespeare Santa Cruz                                                     |
| 2000       | Fences                        | Gabriel                                              | TheatreWorks                                                               |
| 2000       | Taming of the Shrew           | Lucentio                                             | California Shakespeare Theater                                             |
| 2000       | Sons of Don Juan              | Fernandito                                           | San Jose Repertory Theatre                                                 |
| 2000       | Love's Labour's Lost          | Costard                                              | California Shakespeare Theater                                             |
| 2001       | Two Gentlemen of Verona       | Speed                                                | Geva Theatre Center                                                        |
| 2001       | A Christmas Carol             | Mr. Fezziwig                                         | American Conservatory Theater                                              |
| 2002       | Midsummer Night's Dream       | Lysander                                             | California Shakespeare Theater                                             |
| 2002       | Haroun and the Sea of Stories | Mr. Sengupta, Khatham Shud the Cultmaster of Bezaban | Berkeley Repertory Theatre                                                 |
| 2002       | Winter's Tale                 | Autolycus                                            | California Shakespeare Theater                                             |
| 2003       | American Ma(u)l               | Thomas Jefferson                                     | Culture Project/ 45 Bleeker                                                |
| 2003       | Henry V                       | Duke of Bourbon                                      | Delacorte Theater                                                          |
| 2004       | All's Well That Ends Well     | Lavatch                                              | California Shakespeare Theater                                             |
| 2005       | People's Temple               | Eugene Smith and others                              | Berkeley Repertory Theatre                                                 |
| 2005       | A Boy and His Soul            | Self, also playwright                                | Thick Description Theater                                                  |
| 2006       | People's Temple               | Eugene Smith and others                              | Guthrie Theater                                                            |
| 2006       | Passing Strange               | Mr. Franklin/Mr. Venus                               | Berkeley Repertory Theatre                                                 |
| 2007       | Passing Strange               | Mr. Franklin/Mr. Venus                               | Joseph Papp Public Theater, Anspacher Theater                              |
| 2007       | Well                          | Jim and others                                       | Huntington Theatre                                                         |
| 2008       | Passing Strange               | Mr. Franklin/Mr. Venus                               | Broadway, Belasco Theatre                                                  |
| 2008       | A Boy and His Soul            | Self, also playwright                                | Thick Description Theater                                                  |
| 2009       | Coming Home                   | Alfred Witbooy                                       | Long Wharf Theatre                                                         |
| 2009       | The Wiz                       | The Wiz                                              | New York City Center Encores!                                              |
| 2009       | A Boy and His Soul            | Self, also playwright                                | Vineyard Theatre                                                           |
| 2010       | The Scottsboro Boys           | Mr. Bones                                            | Vineyard Theatre                                                           |
| 2010       | The Scottsboro Boys           | Mr. Bones                                            | Guthrie Theater                                                            |
| 2010       | The Scottsboro Boys           | Mr. Bones                                            | Broadway, Lyceum Theatre                                                   |
| 2010, 2011 | Chicago                       | Billy Flynn                                          | Broadway, Ambassador Theatre                                               |
| 2011       | Blood Knot                    | Zachariah Pietersen                                  | Signature Theatre                                                          |
| 2012       | Wild with Happy               | Gil, also playwright                                 | Joseph Papp Public Theater, LuEsther Hall                                  |
| 2013       | Wild with Happy               | Gil, also playwright                                 | TheatreWorks, Mountain View Center for the Performing Arts                 |
| 2013       | A Boy and His Soul            | Self, also playwright                                | Tricycle Theatre                                                           |
| 2013       | The Scottsboro Boys           | Mr. Bones                                            | The Young Vic                                                              |
| 2014       | A Boy and His Soul            | Self, also playwright                                | Brisbane Powerhouse                                                        |
| 2014       | Guys and Dolls                | Rusty Charlie                                        | Carnegie Hall                                                              |
| 2014       | Nothing Personal              | James Baldwin                                        | Live Ideas Festival at the New York Live Arts                              |
| 2014       | The Scottsboro Boys           | Mr. Bones                                            | West End theatre, Garrick Theatre                                          |
| 2019       | A Raisin in the Sun           | Walter Lee Younger                                   | Broadway, American Airlines Theatre, One Night Only Benefit Staged Reading |

## Prêmios e indicações

#### Oscar
| Ano  | Categoria   | Indicação | Resultado | Referências |
| ---- | ----------- | --------- | --------- | ----------- |
| 2024 | Melhor Ator | Rustin    | Indicado  | [ 86 ]      |
| 2025 | Melhor Ator | Sing Sing | Indicado  | [ 87 ]      |

#### Emmy Awards
| Ano  | Categoria                                | Indicação | Resultado | Referências |
| ---- | ---------------------------------------- | --------- | --------- | ----------- |
| 2022 | Melhor Ator Convidado em Série Dramática | Euphoria  | Venceu    | [ 88 ]      |

#### Globo de Ouro
| Ano  | Categoria                     | Indicação | Resultado | Referências |
| ---- | ----------------------------- | --------- | --------- | ----------- |
| 2024 | Melhor Ator em Cinema - Drama | Rustin    | Indicado  | [ 89 ]      |
| 2025 | Melhor Ator em Cinema - Drama | Sing Sing | Indicado  | [ 90 ]      |

#### BAFTA
| Ano  | Categoria   | Indicação | Resultado | Referências |
| ---- | ----------- | --------- | --------- | ----------- |
| 2024 | Melhor Ator | Rustin    | Indicado  | [ 91 ]      |
| 2025 | Melhor Ator | Sing Sing | Indicado  | [ 92 ]      |

#### SAG Awards
| Ano  | Categoria               | Indicação                | Resultado | Referências |
| ---- | ----------------------- | ------------------------ | --------- | ----------- |
| 2021 | Melhor Elenco em Cinema | Ma Rainey's Black Bottom | Indicado  | [ 93 ]      |
| 2024 | Melhor Elenco em Cinema | The Color Purple         | Indicado  | [ 94 ]      |
| 2024 | Melhor Ator Principal   | Rustin                   | Indicado  | [ 94 ]      |
| 2025 | Melhor Ator Principal   | Sing Sing                | Indicado  | [ 95 ]      |

#### Critics' Choice Awards
| Ano  | Categoria             | Indicação                | Resultado | Referências |
| ---- | --------------------- | ------------------------ | --------- | ----------- |
| 2021 | Melhor Elenco         | Ma Rainey's Black Bottom | Indicado  | [ 96 ]      |
| 2024 | Melhor Elenco         | The Color Purple         | Indicado  | [ 97 ]      |
| 2024 | Melhor Ator em Cinema | Rustin                   | Indicado  | [ 97 ]      |
| 2025 | Melhor Ator em Cinema | Sing Sing                | Indicado  | [ 98 ]      |
| 2025 | Melhor Elenco         | Indicado                 |           | [ 98 ]      |

#### Tony Awards
| Ano  | Categoria                          | Indicação           | Resultado | Referências |
| ---- | ---------------------------------- | ------------------- | --------- | ----------- |
| 2011 | Melhor Ator Coadjuvante em Musical | The Scottsboro Boys | Indicado  | [ 99 ]      |
| 2023 | Melhor Peça                        | Fat Ham             | Indicado  | [ 100 ]     |